# ساكي
الساكي (日本酒 «نيهونشو» أي "مشروب ياباني") شراب كحولي ياباني يصنع من الأرز المخمر ومكوناته الأرز والماء ويقدم بارداً أو دافئاً حسب المواسم والأذواق، تتراوح نسبة الكحول فيه بين 18 إلى 20 بالمئة. الساكه (ومعنى الكلمة حرفيّاً: «شراب كحوليّ») وقد تُطلق الكلمة في أماكن أخرى من اليابان على مشروباتٍ كحوليَّة مختلفة. في جزيرة كيوشو تُطلَق كلمة ساكي على مشروب كحولي يستخرج من البطاطا ، أمّا في أوكيناوا فإنَّ الساكي يُصنع من قصب السُكَّر، ومع هذا يُطلِق أهالي أوكيناوا تسمية «ساكي» على مشروبات كحوليَّة أخرى وبشكلٍ خاصّ على مشروب كحولي يُصنع من الأرزّ الطويل.أمّا الشراب الكحولي المصنوع من الأرزّ المخمر ومكوناته الأرز والماء ويقدم بعض الأحيان وهو دافئ، فيعرف في اليابان باسم: «نيهونشو» (باليابانية: 日本酒) وهو قديم العهد حيث كان يتم استخراجه من الأرز منذ قديم العصور في اليابان. والسّاكي شبيه بمشروب البوظة في مصر. وهو مشروب شعبي منه أنواع رديئة وأخرى عالية الجودة. تتراوح نسبة الكحول في هذا المشروب بين 85 إلى 90 بالمئة.

## التاريخ
لم يُدوّن تاريخ ابتكار هذا المشروب، هناك عدد من النَّظريّات حول اكتشافه. إحدى النّظريّات تذهب إلى أنّ تخمير الأرز لاستخدامه في صنع المشروبات الكحوليَّة قد بدأ في الصِّين على ضفاف نهر يانغتسي عام 4800 ق.م. تقريباً ومن هناك وصل إلى اليابان. بينما تذهب نظريَّة أخرى إلى أنّ اكتشاف هذا المشروب كان في القرن الثالث للميلاد في اليابان مع تطوُّر زراعة الريّ هناك. كان السّاكي في بداية عهده يُدعى كوتشيكامي نو ساكي (ومعناه الحرفي باليابانيَّة: «شراب كحولي ممضوغ بالفم») لأنّ القرية التي كانت تصنع هذا الشّراب اعتاد أهلها على مضغ الأرزّ والحبوب والكستناء بأفواههم ثمّ لفظها في أجاجين من أجل تخمير الأرزّ. وبفضل إنزيم اللعاب كان النشا يتحوَّل إلى سُكَّر وبعد ذلك كانوا يقومون بمزج الخليط بالحبوب المطبوخة على النار وجعلوها تتخمَّر.كانت نسبة الكحول في هذا النّوع القديم من السّاكي ضئيلة واستخدم بالأساس كعصيدة. استخدم الصينيون أيضاً هذه الطَّريقة والهنود الحُمر في القارة الأمريكيَّة لتحضير مشروبات كحوليَّة أخرى.بعد مضيّ مئات السِّنين على استخدام هذه الطَّريقة أصبح مضغ الحبوب لتحضير السّاكي أسلوباً قديماً وذلك بعد اكتشاف فطر اسمه كوجي كين (باللاتينية: Aspergilus Arizae) الذي يحتوي على إنزيمات تعمل على تحويل النشا إلى سُكَّر (ويستخدم هذا الفطر أيضاً لتخمير فول الصّويا وتحضير حساء ميسو التقليدي وصلصة الصّويا المشهورة في المطبخ الياباني) إنَّ إضافة الثّفل إلى الخليط تجعل السُكَّر يتحوَّل إلى إيثانول وتزيد من نسبة الكحول في شراب السّاكي إلى 18%-25%. على ما يبدو تمّ اكتشاف هذه الطَّريقة للتخمير بمحض الصّدفة عندما حملت الرِّيح أبواغ الفطر والثّفل وجعلت خليط الأرزّ والماء يتخمَّر. كان السّاكي حينها ما يزال بمثابة عصيدة وصار من السَّهل تحضيره. في القرن السّابع للميلاد استخدمت في تحضير مشروب السّاكي عالي الجودة طرق أخرى وصلت إلى اليابان من الصّين، وأصبح السّاكي مشروباً شعبيّاً بل وتأسَّست رابطة لمنتجي السّاكي في بلاط القيصر في كيوتو.لقد مهَّدت هذه الخطوة الطَّريق أمام تطوّرات كثيرة طرأت على مشروب السّاكي، وحصل أنّه بين الأعوام 794 و 1185 تمَّ تطوير عمليَّة تتألّف من ثلاث مراحل زادت من نسبة الكحول في السّاكي وتضاءلت نسبة تحميضه. خلال الخمسمئة عام التّالية طرأ تحسُّن تدريجيّ وملموس على جودة مشروب السّاكي وطرق تحضيره، فاستحدثت طريقة تحضيره من هريس الأرزّ المخمَّر سلفاً من أجل تسريع عمليَّة التّخمُّر الأوَّلي، كما ظهرت هناك محاولات أولى لبسترة مشروب السّاكي على الرّغم من أنَّ هذه المحاولات كانت بدائيَّة ولم يتمّ فهمها بعمق إلاّ بعدما كشف لويس باستور عن أسس البسترة في القرن التاسع عشر.في حقبة الإصلاحات في عهد ميجي (1866-1869) سُنَّت قوانين أتاحت لكلّ من لديه المعرفة الكافية والمال اللازم لإنشاء وتشغيل معمل لإعداد السّاكي أن يفعل ذلك، ولكن من بين 30000 معمل لإنتاج السّاكي بقي فقط 8000 نتيجة لنظام الضَّرائب الذي استعمل في ذلك العهد، أضف إلى ذلك أنّ معظم الأراضي التي أقيمت عليها معامل السّاكي كانت ملكاً للإقطاعيين الأغنياء الذين كانت معامل السّاكي بالنسبة لهم بمثابة حلّ لفائض محاصيل الأرز فحسب. في مطلع القرن العشرين طرأ تحسّن إضافي على تقنيّات وطرق صناعة وتحضير شراب السّاكي. افتتحت الحكومة اليابانيَّة معهداً لإجراء الأبحاث حول تخمير الأرُزّ وتحضير السّاكي واستبدلت الحاويات الخشبيَّة التي كانت تستخدم في الماضي بحاويات تخمير من الفولاذ مطليَّة بالمينا. وكانت الدّوافع الأساسيَّة لهذه الخطوة هي الحفاظ على النّظافة والوقاية من الأمراض ولكن كانت لها أيضاً دوافع اقتصاديَّة، إذ أنَّ حاويات الخشب كانت تمتصّ 3% من السّاكي ولم يكن في نيَّة الحكومة أن تتخلّى عن أموال الضرائب التي تجبى عن هذه الكميات من الشّراب إذا ما امتصّتها الحاويات الخشبيَّة. ولهذا السَّبب فرضت الحكومة اليابانيَّة عام 1904 حظراً على الإعداد البيتي لمشروب السّاكي. في تلك الفترة كانت 30% من الضَّرائب تجبى من تحضير السّاكي أمّا اليوم فعلى الرّغم من أنّ القانون ما يزال ساري المفعول إلاّ أنَّ 2% فقط من الضَّرائب تأتي من معامل السّاكي. ألحقت الحرب العالميَّة الثّانية ضرراً جسيماً بصناعة السّاكي في اليابان. استخدم الجزء الأعظم من محصول الأرز في تلك الفترة للجهود الحربيَّة فانهارت معظم معامل السّاكي في اليابان.وقبل ذلك اكتشف اليابانيون أنَّ إضافة الكحول الخالص إلى السّاكي من شأنه أن يحسِّن تركيبة ونكهة المشروب، ولكن بأمر حكوميّ تمَّت إضافة كميّات ضئيلة من الكحول النَّقي والجلوكوز إلى هريس الأرزّ من أجل زيادة نسبة الكحول في المشروب (وهكذا التوفير في الأرزّ المستخدم لتحضير مشروب السّاكي)، بل وكانت هناك معامل تصنع السّاكي بدون استتعمال الأرزّ مطلقاً، فانخفضت جودة السّاكي وعزف النّاس عن شربه. إنّ 95% من السّاكي يتمّ إنتاجه اليوم بهذه الطريقة ولكن جودته أفضل من السّاكي الذي أنتج خلال الحرب العالمية الثّانية. بعد أن وضعت الحرب العالمية الثانية أوزارها انتعشت معامل السّاكي مرَّة ثانية ولكنّ كانت قد حلّت بدلاً منها مشروبات كحوليَّة أخرى اكتسبت شعبيَّة وشاعت بين اليابانيين وفي مُقدِّمتها الجعة (البيرة) التي تجاوزت مبيعاتها السّاكي في الستينات من القرن الماضي. وعلى الرّغم من أنَّ استهلاك السّاكي تراجع كثيراً إلاّ أنَّ جودته تحسَّنت بشكلٍ ملموس مقابل ذلك لا سيَّما وأنَّ شعبيّته ازدادت في أصقاع العالم الأخرى خارج اليابان.توجد اليوم معامل كثيرة لمشروب السّاكي في جنوب آسيا، وأمريكا اللاتينيَّة، وأمريكا الشَّماليَّة، الصين، وأستراليا، ولم يبق اليوم في اليابان بأسرها سوى 1500 معمل لإنتاج السّاكي.

## أنواع السّاكي
هناك نوعان رئيسيّان من مشروب السّاكي:
- بوتسوئو-شو (普通酒)- ساكي عاديّ، يُشبه نبيذ الطّعام، وهو يُشكِّل 75% من منتوج السّاكي.
- توكوتويي مييشو-شو (特定名称酒) - ساكي فاخر يُصنع من الأرُزّ المقشَّر. ثمَّة أهميَّة لدرجة تقشير الأرُزّ، لأنَّ النّشا موجود في نواة حبّة الأرُزّ، بينما تحتوي القِشرة الخارِجيَّة على الدّهنيّات والبروتينات التي تُضفي على السّاكي طعماً غريباً منفِّراً.

يُقسم السّاكي المميَّز إلى أنواع فرعيَّة، حسب درجة تقشير الأرُزّ، ومعايير أخرى:
- - هونجوزو-شو (本醸造) - وهو ساكي أضيفَت إليه كميَّة قليلة من الكُحول النَّقيّ من أجل تخليصه من المذاق المنفِّر. استُخدم هذا الاسم في اليابان في الستّينات من أجل تمييز هذا السّاكي عن نوعٍ آخر تُضاف إليه كميّات أكبر من الكُحول.
  - جونماي-شو (純米酒) - نوع من السّاكي يحتوي على الأرُزّ فقط، بدون إضافة الكُحول. حتّى عام 2004 كان ينبغي أن يُشكِّل الأرُزّ المقشور نسبة 30% من السّاكي كي يستحقّ أن يُطلَق عليه هذا الاسم، لكن اليوم تكفي أي نسبة من الأرُزّ المقشور لأن يُطلق على السّاكي هذا الاسم، شريطة ألاّ يُضاف إليه الكُحول.
  - كينجو-شو (吟醸酒) - ساكي يُشكِّل الأرُزّ المقشور قرابة 40%-50% من مُكوِّناته.
  - دايكينجو-شو (大吟醸酒) - نوع من السّاكي نسبة الأرُزّ المقشَّر فيه أكثر من 50%.

يُمكِن إطلاق هذه المسمّيات على أيّ نوع آخر من السّاكي تتوافر فيه مواصّفات الجودة المذكورة.
أنواع أخرى من السّاكي:
- كوروشو (黒酒) - ساكي مصنوع من الأرُزّ غير المقشَّر.
- كوشو (古酒) - ساكي مُعتَّق. هذا النَّوع، على خلاف جميع أنواع السّاكي الأخرى، التي لا تُعتَّق جيِّداً (تُعتَّق عادةً في الحاويات البراميل لمدَّة نصف عام فقط) بينما يُعتَّق هذا النَّوع لسنوات طوال، إلى أن يكتسب اللَّون الأصفر، ويميلُ مذاقُه إلى طعم العسل.
- تاروزاكه (樽酒) - ساكي معتَّق في حاويات مصنوعة من ورَق الأرُزّ. تُضفي هذه الحاويات على المشروب مذاقًا لاذعاً، ولذلك لا يُعتَبر هذا النوع من الأنواع الفاخرة.
- شيزوكو (雫) - ساكي مصفّى، دون ضغط (على النّقيض من السّاكي الذي يُصفّى بالفحم). إذا تمَّت تصفية السّاكي بزجاجات منفصلة يُطلَق عليه عندها توبين-غاكوي (斗瓶囲い).
- شيبوريتاته (搾立) - ساكي غير معتَّق بتاتاً في أيّة حاويات، لذلك يميل طعمُه إلى الحموضة، والمزَّة.
- نامازاكه (生酒) - ساكي غير مُبَستَر. يُقدَّم غالباً بارداً.
- موروكا (生酒) - ساكي غير مُصفّى.
- نيغوري زاكه (生酒)- ساكي يمرّ أثناء تصنيعه من منخل واسع الفتحات ممّا يُتيح لمقدار كبير من بقايا الأرُزّ بالنّفاذ إلى المشروب، لذلك يكون لونه عكِراً، ويحتوي على بقايا من الرّواسب.
- دوبوروكو (濁酒) - ساكي من صُنع منزليّ. من الصَّعب العُثور على مثل هذا النَّوع في اليابان بسبب حظر إنتاج السّاكي في المنازل. يعود الحظر إلى قانون سُنَّ عام 1904، خلال الحرب بين اليابان وروسيا. وكانت يومها قد بلغت أرباح الحكومة اليابانية من الضّرائب على بيع السّاكي حوالي %30 ، ومن خلال حظر تصنيع السّاكي في المنازل تمكَّنت الحكومة اليابانية من ضمان مدخولاتها من الضرائب. أمّا اليوم فإنَّ مدخولات الضّرائب من بيع السّاكي فإنّها لا تتجاوز 2%، ومع ذلك ظلّ القانون مطبّقاً حتّى أيّامِنا هذه.
- سييشو (清酒) - الاسم الرَّسمي للسّاكي من إنتاج اليابان. ولكنّ الاسم لا يشمل النَّوعين: دوبوروكو، ونيغوري زاكِه.

## تِقْنِيّات الإعداد (التَّخمير)
- كيموتو (生酛): وهي طريقة الإعداد التَّقليديَّة، التي كانت تُستَخدم قبل 300 عام، ويندُر استعمالُها اليوم. يعصَّر الأرُزّ حسب هذه الطَّريقة يدويًّا إلى أن يغدو عصيدة.
- ياماهاي (山廃): يتمّ حسب هذه الطَّريقة تخمير خليط الأرُزّ لمدَّة شهر، من أجل تسريع عمليَّة طبخ وإعداد السّاكي، ولكنّها تُستَعْمَل اليوم من أجل إضفاء مذاقات مركَّبة، وحامضيَّة كبيرة للمشروب.
- سوكوجو (速醸): وهي طريقة حديثة، تُضاف حسبها إلى السّاكي كميّات صغيرة من خميرة الحليب (روبَة) بهدف تسريع عمليَّة التَّخمير، تنتِج هذه التِّقنيَّة ساكي بطعمٍ نقيّ.

## روابطُ خارجيَّة
- Sake World - أنواع السّاكي
- هواة شراب السّاكي في نيويورك

## اقرأ أيضا
- شوتشو